# Mosjön, Jämtland
Mosjön är en sjö i Östersunds kommun i Jämtlands län (Jämtland) och ingår i Indalsälvens huvudavrinningsområde. Sjön är belägen mellan byarna Mo och Sjör, på gränsen mellan  Lits distrikt (Lits socken) och Kyrkås distrikt (Kyrkås socken). Sjön har en area på 2,9 kvadratkilometer och ligger 304,9 meter över havet. Sjön avvattnas av vattendraget Fjälån (Gällerån).

## Delavrinningsområde
Mosjön ingår i det delavrinningsområde (701615-145409) som SMHI kallar för Utloppet av Mosjön. Medelhöjden är 324 meter över havet och ytan är 22,99 kvadratkilometer. Räknas de 8 avrinningsområdena uppströms in blir den ackumulerade arean 98,59 kvadratkilometer. Fjälån (Gällerån) som avvattnar avrinningsområdet har biflödesordning 2, vilket innebär att vattnet flödar genom totalt 2 vattendrag innan det når havet efter 193 kilometer. Avrinningsområdet består mestadels av skog (47 procent), jordbruk (14 procent) och sankmarker (16 procent). Avrinningsområdet har 2,87 kvadratkilometer vattenytor vilket ger det en sjöprocent på 12,5 procent.